# Come Together
Come Together is een nummer van The Beatles, voornamelijk geschreven door John Lennon, hoewel het zoals gebruikelijk toegeschreven is aan Lennon-McCartney. Het is het openingsnummer van het in 1969 uitgekomen album Abbey Road. Een maand na het uitkomen van het album werd het nummer ook uitgebracht op single, samen met Something van George Harrison.
Omdat de eerste zin uit de song heel sterk lijkt op een stuk tekst uit "You Can't Catch Me" van Chuck Berry, spande de uitgever van diens muziek Morris Levy een proces aan tegen Lennon. De tekst uit "Come Together" luidt "Here come ol' flattop, he come groovin' up slowly", terwijl het bij Chuck Berry klinkt als "Here come up flattop, he was groovin' up with me".
Lennon beloofde Levy te vergoeden door drie nummers op te nemen uit zijn catalogus. De opbrengsten zouden dan naar Levy gaan en niet naar Lennon. Twee van deze nummers, "You Can't Catch Me" en "Ya Ya" stonden op Lennons album "Rock 'n' Roll" uit 1975, terwijl het derde, "Angel Baby", na zijn dood gepubliceerd werd.

## Hitnotering

### NPO Radio 2 Top 2000
| Nummer met noteringen in de NPO Radio 2 Top 2000 | '13  | '14 | '15 | '16 | '17 | '18 | '19 | '20 | '21 | '22 | '23 | '24 |
| ------------------------------------------------ | ---- | --- | --- | --- | --- | --- | --- | --- | --- | --- | --- | --- |
| Come Together                                    | 1156 | 614 | 520 | 696 | 638 | 569 | 441 | 526 | 566 | 704 | 715 | 583 |

1. ↑  Een vetgedrukt getal geeft de hoogste notering aan.
2. ↑  2013 was het eerste jaar met een notering voor dit nummer.

## Coverversie van Michael Jackson
Michael Jackson coverde Come Together in 1987 en het nummer verscheen in de film Moonwalker. In 1992 verscheen het nummer op de single van Remember the Time. Uiteindelijk verscheen Come Together in 1995 op Michael Jacksons album HIStory. Het nummer verscheen nooit als single, maar werd tijdens de HIStory World Tour opgevoerd samen met D.S..

## Overige covers en gebruik in de media

### Covers
Verder is het nummer onder meer vertolkt door de volgende artiesten; 
- The Supremes
- Ike and Tina Turner, als titelnummer van hun album uit 1970. In Amerika was het goed voor een 57e plaats.
- De Duitse rockband Kin Ping Meh zong het nummer op hun album No. 2 uit 1972.
- Datzelfde jaar speelde John Lennon het op 30 augustus in de Madison Square Garden tijdens zijn enige avondvullende soloconcerten. Hij werd  begeleid door de band Elephant's Memory. Deze versie werd in 1986, zes jaar na zijn overlijden, uitgebracht op het album Live In New York City.
- Aerosmith, in de film Sgt. Pepper's Lonely Hearts Club Band uit 1978. Met een 23e plaats in de Billboard Hot 100 was het tot 1987 hun laatste Amerikaanse top 40-hit. De live-versie verscheen enkele maanden later op het album Live! Bootleg
- Elton John
- Speciaal voor het War Child-album HELP nam Paul McCartney in 1995 een nieuwe versie op met gitarist Noel Gallagher (Oasis) en zanger Paul Weller. Ze noemden zichzelf The Smokin' Mojo Filters en scoorden er een Britse top 20-hit mee. Tien jaar later nam Weller het solo op voor een single met een dubbele A-kant.
- In hetzelfde jaar als de Smokin' Mojo Filters bracht Marcus Miller de instrumentale jazzversie uit op zijn album Tales.
- In 1996 verscheen de tweetalige salsaversie - Vamos Juntos - op het album Tropical Tribute to The Beatles; de deelnemende artiesten, waarvan Celia Cruz en Oscar D'Léon de bekendste zijn, namen beurtelings de zang  voor hun rekening.
- George Martin, in 1998 op zijn album In My Life met zang van Robin Williams en Bobby McFerrin.
- Joe Cocker, in 2007 voor de soundtrack van de film Across the Universe.
- Arctic Monkeys, tijdens de openingsceremonie van de Olympische Zomerspelen 2012. De versie die op het bijbehorende album verscheen is echter opgenomen tijdens de repetitie.
- Datzelfde jaar kwam ook Godsmack met een live-uitvoering op het album Live & Inspired.
- Soundgarden, in 2014 op het verzamelalbum Echo of Miles: Scattered Tracks Across the Path.
- Gary Clark Jr. in samenwerking met Junkie XL voor de soundtrack van de film Justice League uit 2017.

### Gebruik in de media
- Omroep VPRO gebruikte het in de jaren 70 als herkenningstune.